# Динів (гміна, Березівський повіт)
Ґміна Динув (пол. Gmina Dynów) — колишня (1934—1939 рр.) сільська ґміна Бжозовського повіту Львівського воєводства Польської республіки. Центром ґміни було село Динів.

1 серпня 1934 р. було створено ґміну Динув в Бжозовському повіті. До неї увійшли сільські громади: Бахуж, Барткувка, Динув, Гарта, Ляскувка, Лубно, Павлокома, Пшедмєсьцє Динувскє, Уляніца.
У середині вересня 1939 року німці окупували територію ґміни, однак уже 26 вересня 1939 року мусіли відступити з правобережної частини, оскільки за пактом Ріббентропа-Молотова вона належала до радянської зони впливу. 27.11.1939 постановою Верховної Ради УРСР села Бартківка і Павлокома в ході утворення Дрогобицької області включені до Добромильського повіту. Територія ввійшла до складу утвореної 4 грудня 1939 року Дрогобицької області УРСР (обласний центр — місто Дрогобич) і утвореного 17.01.1940 Бірчанського району (районний центр — Бірча). Наприкінці червня 1941, з початком Радянсько-німецької війни, територія знову була окупована німцями. В липні 1944 року радянські війська знову оволоділи цією територією. В березні 1945 року територія віддана Польщі. Основна маса місцевого українського населення була насильно переселена в СРСР в 1944-1946 р., решта під час операції «Вісла» в 1947 р. депортована на понімецькі землі.